# Нагс-Гед (Північна Кароліна)
Нагс-Гед (англ. Nags Head) — місто (англ. town) в США, в окрузі Дер штату Північна Кароліна. Населення — 3168 осіб (2020).

## Географія
Нагс-Гед розташований за координатами 35°56′51″ пн. ш. 75°37′32″ зх. д. / 35.94750° пн. ш. 75.62556° зх. д. (35.947387, -75.625504).  За даними Бюро перепису населення США в 2010 році місто мало площу 17,25 км², з яких 17,05 км² — суходіл та 0,20 км² — водойми.

### Клімат
Місто знаходиться у зоні, котра характеризується вологим субтропічним кліматом. Найтепліший місяць — липень із середньою температурою 26.4 °C (79.6 °F). Найхолодніший місяць — січень, із середньою температурою 6.3 °С (43.3 °F).
| Клімат Нагс-Геда        | Клімат Нагс-Геда | Клімат Нагс-Геда | Клімат Нагс-Геда | Клімат Нагс-Геда | Клімат Нагс-Геда | Клімат Нагс-Геда | Клімат Нагс-Геда | Клімат Нагс-Геда | Клімат Нагс-Геда | Клімат Нагс-Геда | Клімат Нагс-Геда | Клімат Нагс-Геда | Клімат Нагс-Геда |
| Показник                | Січ.             | Лют.             | Бер.             | Квіт.            | Трав.            | Черв.            | Лип.             | Серп.            | Вер.             | Жовт.            | Лист.            | Груд.            | Рік              |
| Абсолютний максимум, °C | 24,4             | 27,2             | 27,2             | 31,1             | 33,9             | 36,1             | 37,2             | 38,3             | 36,1             | 31,1             | 29,4             | 24,4             | 38,3             |
| Середній максимум, °C   | 10,8             | 11,8             | 14,8             | 19,8             | 24,1             | 28               | 30,8             | 30,3             | 27,6             | 22,6             | 17,7             | 13               | 20,9             |
| Середня температура, °C | 6,3              | 6,9              | 10               | 14,9             | 19,4             | 23,7             | 26,4             | 26,2             | 23,7             | 18,6             | 13,2             | 8,4              | 16,5             |
| Середній мінімум, °C    | 1,8              | 2,1              | 5,2              | 9,9              | 14,8             | 19,5             | 22,1             | 22,1             | 19,8             | 14,7             | 8,7              | 3,7              | 12,1             |
| Абсолютний мінімум, °C  | −13,3            | −11,1            | −6,1             | −1,1             | 3,3              | 7,2              | 12,8             | 13,3             | 6,7              | −0,6             | −3,9             | −8,9             | −13,3            |
| Норма опадів, мм        | 106              | 113              | 88               | 78               | 96               | 123              | 150              | 158              | 140              | 109              | 83               | 95               | 1338             |
| Днів з опадами          | 12               | 11               | 11               | 8                | 9                | 9                | 11               | 11               | 8                | 8                | 8                | 10               | 116              |
| ----------------------- | ---------------- | ---------------- | ---------------- | ---------------- | ---------------- | ---------------- | ---------------- | ---------------- | ---------------- | ---------------- | ---------------- | ---------------- | ---------------- |
| Джерело: Weatherbase    |                  |                  |                  |                  |                  |                  |                  |                  |                  |                  |                  |                  |                  |

## Демографія
Згідно з переписом 2010 року, у місті мешкало 2757 осіб у 1223 домогосподарствах у складі 741 родини. Густота населення становила 160 осіб/км².  Було 4884 помешкання (283/км²).
Расовий склад населення:
| - 94,6 % — білих - 1,6 % — чорних або афроамериканців - 0,5 % — корінних американців - 0,3 % — азіатів - 1,4 % — осіб інших рас |

До двох чи більше рас належало 1,5 %. Частка іспаномовних становила 3,2 % від усіх жителів.
За віковим діапазоном населення розподілялося таким чином: 16,9 % — особи молодші 18 років, 66,3 % — особи у віці 18—64 років, 16,8 % — особи у віці 65 років та старші. Медіана віку мешканця становила 46,8 року. На 100 осіб жіночої статі у місті припадало 98,9 чоловіків;  на 100 жінок у віці від 18 років та старших — 99,7 чоловіків також старших 18 років.
Середній дохід на одне домашнє господарство  становив 82 087 доларів США (медіана — 55 051), а середній дохід на одну сім'ю — 99 958 доларів (медіана — 76 250). За межею бідності перебувало 9,3 % осіб, у тому числі 10,1 % дітей у віці до 18 років та 7,9 % осіб у віці 65 років та старших.
Цивільне працевлаштоване населення становило 1640 осіб. Основні галузі зайнятості: мистецтво, розваги та відпочинок — 20,7 %, освіта, охорона здоров'я та соціальна допомога — 19,0 %, фінанси, страхування та нерухомість — 15,3 %.